# Il pianeta delle scimmie (film)
Il pianeta delle scimmie (Planet of the Apes) è un film del 1968 diretto da Franklin J. Schaffner.
La pellicola è l'adattamento cinematografico dell'omonimo romanzo scritto da Pierre Boulle.

## Trama
Nel 1972, l'astronauta George Taylor e i suoi colleghi Landon, Dodge e Stewart partono a bordo dell'astronave Icarus, con l'intento di ibernarsi per sopravvivere al viaggio spaziale di 700 anni dalla Terra, intrapreso allo scopo di trovare un nuovo mondo da popolare, con la speranza però che nei secoli il genere umano si evolva in una razza più intelligente e pacifica. Mentre sono ibernati, la loro astronave è catturata dall'orbita di un pianeta desolato e precipita in un lago. A bordo si attiva automaticamente il sistema di rianimazione dallo stato di ibernazione in cui era tenuto l'equipaggio e, al risveglio, i tre scoprono che Stewart è morta nello spazio per un guasto alla cabina di crioconservazione. Intanto la loro nave sta affondando e devono mettersi in salvo su un canotto gonfiabile.
Prima di abbandonare la navetta, Taylor nota sul calendario di bordo di trovarsi nell'anno 3978. Una volta approdati a terra, Dodge analizza il terreno e dal risultato deduce che non può supportare la vita. Nonostante ciò trovano delle piante durante il loro percorso nel deserto e anche un'oasi, dove si buttano in acqua a nuotare. Quando escono scoprono che i loro vestiti sono stati rubati da un gruppo di uomini selvaggi e si mettono a seguirli fino a un campo di granturco. Improvvisamente i tre e i selvaggi vengono assaliti da un'orda di gorilla a cavallo e armati. Dodge viene ucciso, mentre Taylor viene ferito da un colpo di fucile alla gola e Landon stordito.
I cavalieri dalle sembianze scimmiesche portano i due astronauti, e gli uomini selvaggi sopravvissuti all'attacco, in una città popolata da altre scimmie antropomorfe che sanno parlare. A Taylor viene curata la ferita, ma per un periodo di tempo non riesce a parlare come gli uomini primitivi, venendo così gettato dietro le sbarre come un animale, in compagnia di una ragazza che in seguito chiamerà Nova. Taylor scopre così che in questo pianeta le scimmie sono esseri intelligenti che hanno sviluppato una civiltà piuttosto evoluta a livello preindustriale e la loro società è divisa in caste: i gorilla sono soldati e componenti del corpo di polizia, gli oranghi sono amministratori, sacerdoti e politici, e gli scimpanzé scienziati e intellettuali, mentre gli umani si comportano e vengono trattati come animali selvaggi utili solo per la caccia sportiva e per esperimenti scientifici.
Taylor suscita interesse da parte di due scienziati, la veterinaria Zira e il suo compagno, l'archeologo Cornelius, i quali lo soprannominano "Occhi Vivi". L'astronauta prova a comunicare scrivendo sulla sabbia, ma i suoi tentativi vengono celati dal superiore di Zira e Cornelius, il Professor Zaius, un orango. In seguito Taylor riesce a rubare della carta a Zira e le scrive un messaggio, convincendo finalmente i due scimpanzé di essere intelligente. Zaius invece ordina la castrazione di Taylor, che riesce a fuggire e a nascondersi in un museo della città, dove scopre con orrore che Dodge è stato imbalsamato e tenuto in esposizione come una curiosità, dato che gli uomini selvaggi non possiedono la pelle scura come la sua. Quando Taylor viene catturato dai gorilla riacquista la capacità di parlare ed esclama con rabbia: «Toglimi quelle zampacce di dosso, maledetto sporco gorilla!».
In seguito alla sua cattura, le scimmie instaurano un processo condotto da un tribunale di oranghi: il Dottor Maximus, il Dottor Honorious e infine Zaius stesso, per scoprire le origini di Taylor e decidere la sua sorte. Taylor sostiene di essere un astronauta proveniente da un altro pianeta e chiede la presenza di Landon per testimoniare. Landon però è stato segretamente lobotomizzato da Zaius e quindi creduto un umano qualsiasi. L'orango sospetta che Taylor e Landon facciano parte di una tribù segreta di umani intelligenti e minaccia Taylor di lobotomizzarlo e di castrarlo se non confesserà. Con l'aiuto del ribelle Lucius, il nipote di Zira, lei e Cornelius riescono a liberare Taylor e Nova e insieme partono per la zona proibita, un luogo remoto al di fuori della città delle scimmie. Cornelius racconta che un anno prima organizzò una spedizione in quel posto e scoprì una caverna piena di artefatti misteriosi e crede che Taylor sia la prova vivente che la scimmia sia discesa da un'antica specie umana intelligente. Taylor decide di sdebitarsi aiutandoli a provare questa teoria, in modo che Zira e Cornelius non vengano condannati da Zaius per eresia.
Quando Zaius e i suoi gorilla raggiungono il gruppo di Taylor presso gli scavi, l'orango accetta di revisionare le scoperte di Cornelius, convinto che i manufatti siano fasulli, e quindi condannare lui e Zira. Invece Cornelius dimostra di aver scoperto tecnologia umana industriale che Taylor riconosce come una dentiera, degli occhiali, una protesi cardiaca e, con sorpresa delle scimmie, una bambola parlante. Al di fuori della grotta i gorilla attaccano, ma Taylor e Lucius resistono e alla fine Zaius viene preso in ostaggio dall'astronauta. Sconfitto, l'orango ammette che esisteva una civiltà umana molto evoluta in un'epoca remota e che «La zona proibita un tempo era un paradiso... E la tua genia l'ha trasformata in un deserto, millenni fa!». Nonostante tutto, Taylor rimane scettico e alla fine Zaius gli permette di proseguire, avvertendolo però che quello che troverà potrebbe non piacergli. Mentre Taylor e Nova si allontanano a cavallo, i gorilla ritornano e liberano Zaius, il quale ordina di processare Zira e Cornelius per eresia e di far esplodere la grotta affinché le prove non vengano mai trovate.
Poco dopo la fuga però, Taylor scopre i ruderi della Statua della Libertà che affiorano dalla spiaggia; la statua parzialmente sepolta dalla sabbia svela la triste verità: questo pianeta "alieno" e ostile altro non è che la Terra. Evidentemente, nei millenni trascorsi l'Uomo ha distrutto se stesso e si è decimato a causa di una guerra nucleare che ha distrutto la civiltà, facendo regredire gli umani ed evolvere le scimmie. Il film finisce quindi con una maledizione di Taylor contro la sciagurata Umanità:

## Produzione
I luoghi delle riprese sono stati il Glen Canyon e il Lago Powell nello Utah, Page in Arizona, Malibù e gli studi 20th Century Fox a 10201 Pico Blvd. nel quartiere Century City di Los Angeles in California.

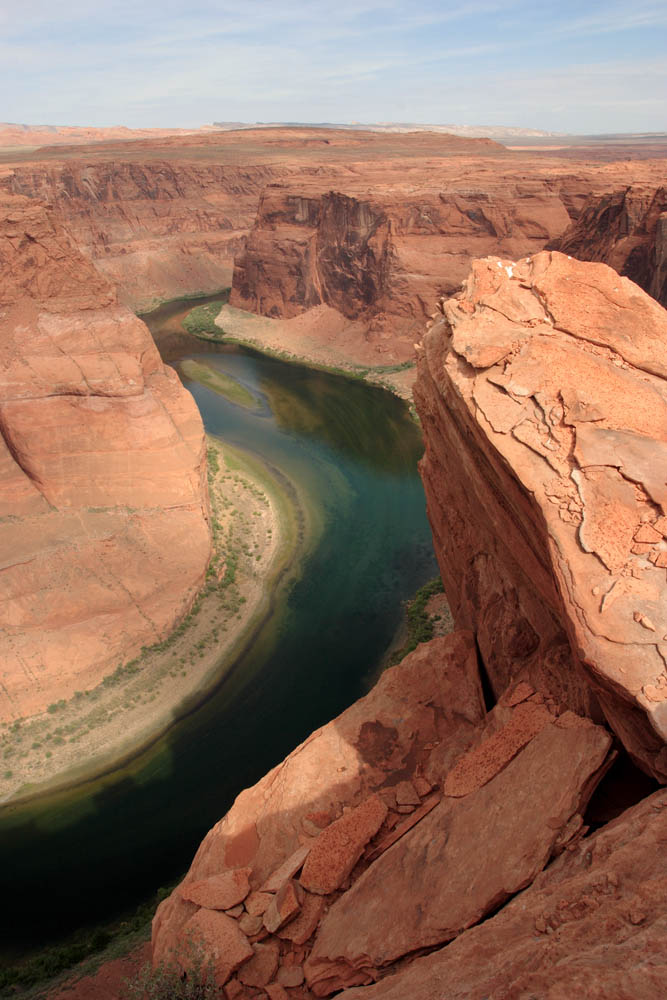
Il Glen Canyon e il fiume Colorado nello Utah luoghi delle riprese.
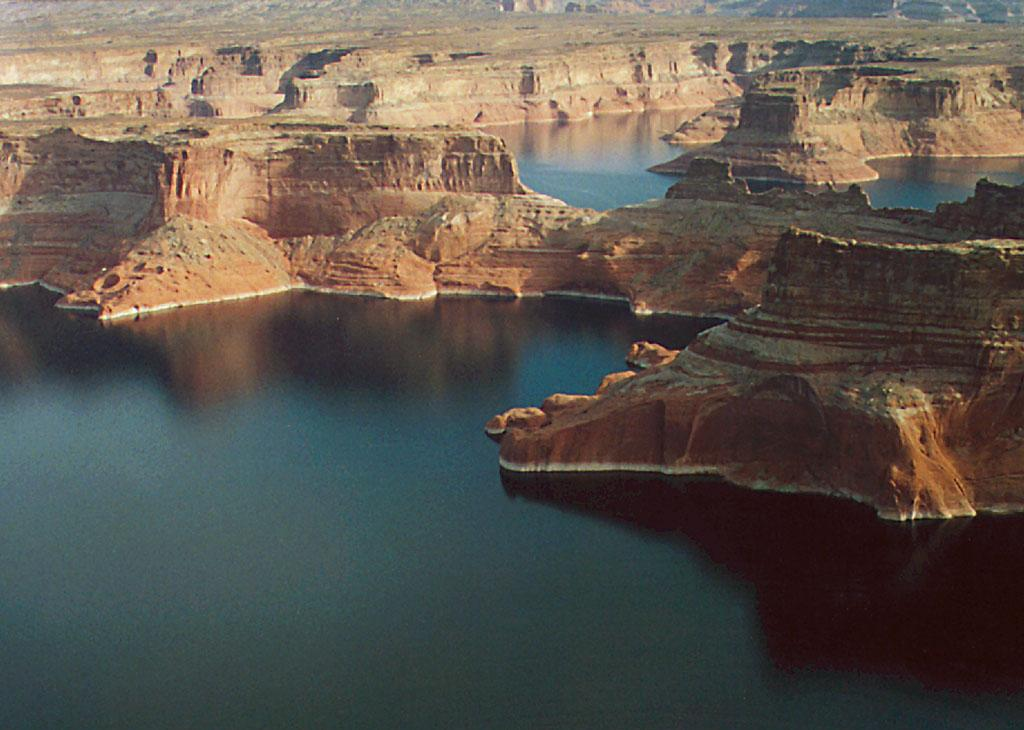
Il Lago Powell nello Utah, luogo della sequenza dell'atterraggio dell'astronave.

## Accoglienza

### Incassi
Secondo alcune fonti, le spese di produzione del film della Fox hanno richiesto una somma di $12.850.000, ottenendo un guadagno netto di $20.825.000, realizzando un profitto notevole per l'epoca.

### Critica
Sul sito web aggregatore di recensioni Rotten Tomatoes, il film ha ottenuto un punteggio medio di 7,6/10 e una percentuale di approvazione del 87%, basata su 60 recensioni. Il sito afferma inoltre che: "Il pianeta delle scimmie solleva alcune domande stimolanti sulla nostra cultura, senza lasciare che la cronaca sociale interferisca con il dramma e l'azione."

Nel 2008, il film è stato selezionato dalla rivista Empire come uno dei "500 Film più belli di tutti i tempi".
Vicenda amara che ribadisce l'insopprimibile contraddizione storica della violenza fisica e psicologica e che nella sequenza conclusiva ha un grande, intenso momento cinematografico giustamente celebre.»
()

## Riconoscimenti
- 1969 - Premio Oscar
  - Oscar alla carriera a John Chambers ("Onorario per il trucco")
  - Candidatura per i migliori costumi a Morton Haack
  - Candidatura per la migliore colonna sonora a Jerry Goldsmith

Nel 2001 è stato scelto per la conservazione nel National Film Registry della Biblioteca del Congresso degli Stati Uniti.

## Citazioni
Durante il processo l'accusa chiede a Taylor per quale motivo le scimmie furono create uguali, così come affermato nelle sacre scritture della civiltà scimmiesca. Egli risponde citando la famosa frase de La fattoria degli animali di George Orwell, opportunamente modificata: "Some apes, it seems, are more equal than others" (letteralmente "Certe scimmie, a quanto pare, sono più uguali delle altre"). Nella versione italiana la citazione è stata adattata in "Certe scimmie sembrano più scimmie di altre", rendendo meno immediata la comprensione del riferimento.
Nel congedo finale Taylor dice a Cornelius “Non fidarti di nessuno che abbia più di 30 anni”, celebra citazione del ‘68 statunitense dell’attivista Jerry Rubin.

## Altri media

### Sequel
- L'altra faccia del pianeta delle scimmie (Beneath The Planet Of The Apes), 1970
- Fuga dal pianeta delle scimmie (Escape From Planet Of The Apes), 1971
- 1999: conquista della Terra (Conquest of the Planet of the Apes), 1972
- Anno 2670 - Ultimo atto (Battle for the Planet of the Apes), 1973

### Serie TV
- Il pianeta delle scimmie, 1974
- Ritorno al pianeta delle scimmie, serie animata, 1975

### Remake
- Planet of the Apes - Il pianeta delle scimmie, diretto da Tim Burton; 2001.

### Reboot
- L'alba del pianeta delle scimmie (Rise of the Planet of the Apes), 2011
- Apes Revolution - Il pianeta delle scimmie (Dawn of the Planet of the Apes), 2014
- The War - Il pianeta delle scimmie (War for the Planet of the Apes), 2017
- Il regno del pianeta delle scimmie (Kingdom of the Planet of the Apes), 2024